# Ганс Йоахім Рюле фон Лілієнштерн
Ганс Йоахім Рюле фон Лілієнштерн (нім. Hans Joachim Rühle von Lilienstern; 9 січня 1915, Фріцлар — 26 листопада 2000, Франкфурт-на-Майні) — німецький економіст і офіцер, доктор політології, гауптштурмфюрер резерву СС. Кавалер Лицарського хреста Залізного хреста.

## Біографія
Син лікаря. Після відвідування початкової школи в Ремгільді вступив в середню школу Гільдбурггаузена, яку закінчив у 1934 році. На початку січня 1933 року вступив у НСДАП (квиток №3 287 913) і СС (посвідчення №151 372), служив офіцером-учителем 1-го штандарту СС. В 1934/35 роках служив в рейхсвері, після чого працював в хімічній промисловості. Одночасно в 1934/38 роках вивчав політологію і економіку в Мюнхені. В 1938 році був консультантом Імперського хімічного управління в Берліні.
Після початку Другої світової війни він взяв участь у французькій кампанії у складі військ СС. На початку Німецько-радянської війни він був командиром взводу військових кореспондентів дивізії СС «Мертва голова». З 1942 року працював у відділі арієзації райхскомісаріату Нідерланди, брав участь у конфіскації єврейської власності. Пізніше був офіцером 4-ї добровольчої танково-гренадерської бригади СС «Нідерланд» на Східному фронті. Потім йому було доручено очолити юнкерську школу СС у Бад-Тельці. Наприкінці війни командував батальйоном 38-ї гренадерської дивізії СС «Нібелунги».
Після закінчення війни та повернення з полону в 1947/49 рік працював індивідуальним підприємцем, в 1949/54 роках — керуючим директором видавничого холдингу. З 1955 року — керуючий директор Комітету економічного управління (AWV). Він також був економічним консультантом, а з 1957 року — керуючим директором Опікунської ради з раціоналізації німецької економіки у Франкфурті. В 1969/76 роках — член консультативної ради Фонду Фрідріха Науманна.У 1963 році Рюле фон Лілієнштерн був прийнятий на посаду почесного професора Технічного університету Штутгарта.
В 1973 році обговорювалось питання щодо відкликання його докторського ступеня 1942 року, після того як схуднонімецький журналіст Юліус Мадер звинуватив дисертацію Рюле в антисемітському і псевдонауковиому тоні. Вчений ступінь не був анульований.

## Сім'я
В 1939 році одружився, мав трьох дітей.

## Нагороди
- Цивільний знак СС (№107 408)
- Партійний знак «Нюрнберг 1933» (1933)
- Почесний кут старих бійців (лютий 1934)
- Перстень «Мертва голова»
- Спортивний знак СА в бронзі
- Німецька імперська відзнака за фізичну підготовку в бронзі
- Залізний хрест
  - 2-го класу (9 листопада 1940)
  - 1-го класу (22 січня 1944)
- Нагрудний знак «За поранення» в чорному
- Нагрудний знак «За танкову атаку» в бронзі
- Медаль «За зимову кампанію на Сході 1941/42» (1942)
- Лицарський хрест Залізного хреста (12 лютого 1944)
- Почесний професор Штутгартського університету (1963)